# Tapeinothemis boharti
Tapeinothemis boharti är en trollsländeart som beskrevs av Maurits Anne Lieftinck 1950. Tapeinothemis boharti ingår i släktet Tapeinothemis och familjen segeltrollsländor. IUCN kategoriserar arten globalt som otillräckligt studerad. Inga underarter finns listade i Catalogue of Life.